# Кёртис, Уильям
Уильям (Вильям) Кёртис (англ. William Curtis; 11 января 1746[…], Олтон, Гэмпшир — 7 июля 1799, Кенсингтон и Челси, Большой Лондон) — британский (английский) ботаник и энтомолог.

## Биография
Кёртис был аптекарем в Лондоне, но впоследствии всецело посвятил себя ботанике; основал ботанический сад, где читал лекции; с 1787 года издавал Curtis’s Botanical Magazine, который, после его смерти, продолжали издавать Гукеры, отец и сын. Журнал издаётся до сих пор, являясь одним из старейших ботанических журналов. Кёртис обучал ботанике и ботанической иллюстрации Сиденхэма Тиста Эдвардса, который стал первым художником с полным рабочим днём, который работал в «The Botanical Magazine».

## Труды Кёртиса
- «Flora Londinensis» (2 тома, 1777) (англ.)
- «Practical observations on the British grasses» (2 издание, 1790) (англ.).

## Память
На родине Кёртиса создан его музей.